# Фёдоров, Евгений Евгеньевич (актёр)
Евге́ний Евге́ньевич Фёдоров (3 марта 1924, СССР — 30 апреля 2020, Москва, Россия) — советский и российский театральный актёр; заслуженный артист РСФСР (1976).

## Биография
Обучался на актёра в Театральном училище имени Щукина (курс Анны Орочко и Цецилии Мансуровой), с началом Великой Отечественной войны в июле 1941 года вместе со однокурсниками был отправлен рыть противотанковые траншеи под Смоленск.
По окончании института в 1945 году был принят в труппу Театра имени Вахтангова.
Совместно с В. Шалевичем и А. Добронравовым выступил автором сценария телеспектакля «А вы, товарищ?» (1969).
Оставался старейшим актёром Театра имени Вахтангова, до самых последних дней выходил на сцену в спектакле «Последние луны».
Евгений Фёдоров скончался 30 апреля 2020 года в Москве. Похоронен на Хованском кладбище.

### Семья
- Мать — Татьяна Александровна Фёдорова, работала на кинофабрике имени Чайковского
- Брат (единоутробный) — Александр Збруев (род. 1938), актёр
- Сын — Пётр Фёдоров (1959—1999), актёр и телеведущий
  - Внук — Пётр Фёдоров (род. 1982), актёр
  - Внук — Алексей Петрович Фёдоров (род. 1988), переводчик

## Творчество

### Работы в театре
- «Али-Баба и сорок разбойников» М. Воронцова, В. Шалевича — Абдулла
- «Антоний и Клеопатра» У. Шекспира — Менас
- «Великий государь» В. Соловьёва — царевич Фёдор
- «Вечная слава» Б. Рымаря — Белицкий
- «Виринея» Л. Сейфуллиной и В. Правдухина — пленный австриец
- «Гамлет» У. Шекспира — Актёр-королева
- «Город на заре» А. Арбузова — Жора Кротов
- «Господа Глембаи» М. Крлежи— доктор Альтман
- «Государь ты наш, батюшка» П. Фоменко по пьесе Ф. Горенштейна «Детоубийца» — Вайнгард
- «Да, вот она-любовь» — Борис
- «Дело» — Чиновник
- «Дион» Л. Зорина — Римлянин
- «Дон Жуан и Сганарель» Ж.-Б. Мольера — Франциск
- «Дорога победы» — Старшина
- «За двумя зайцами…» М. Старицкого— Иоська, ростовщик
- «Из жизни деловой женщины» А. Гребнева — Ермолин
- «И дольше века длится день» Ч. Айтматова — Руководитель космического полёта
- «Конармия» Ю. Добронравова, М. Воронцова, В. Шалевича по мотивам И. Бабеля и В. Маяковского — Аполек, художник
- «Король Лир» У. Шекспира — Вестник
- «Левша» Н. Лескова — главный советчик
- «Лето в Ноане» Я. Ивашкевича — Вадзинский
- «Леший» А. Чехова — Желтухин
- «Маленькие трагедии» А. Пушкина — Ростовщик
- «Мистерия-Буфф» В. Маяковского — Француз
- «Ночь игуаны» Т. Уильямса — Джейк Летта
- «Олеко Дундич» А. Ржешевского, М. Каца — Драгич
- «Пиковая дама» А. Пушкина — Камердинер, Швейцар, Слуга
- «Последние луны» по пьесам «Последние луны» Ф. Бордона и «Тихая ночь» Г. Мюллера — Обитатель пансиона
- «Правдивейшая легенда одного квартала» В. Иванов и А. Тупиков по Дж. Стейнбеку — Чин Ки
- «Принцесса Ивонна» В. Гомбровича — Слуга
- «Принцесса Турандот» — Измаил
- «Проделки Скапена» Ж.-Б. Мольера — Аргант
- «Ромео и Джульетта» У. Шекспира — один из друзей Тибальта
- «Русь! Браво!» М. Смирнова — Редактор
- «Сирано де Бержерак» Э. Ростана — гвардеец
- «Троил и Крессида» У. Шекспира — Нестор
- «Улыбнись нам, Господи» инсценировка Р. Туминас по романам Г. Кановича «Улыбнись нам, Господи» и «Козлёнок за два гроша»
- «Фома Гордеев» М. Горького — Весёлый паренёк
- «Царская охота» Л. Зорина — Ломбарди, богатый негоциант
- «Человек с ружьем» Н. Погодина — Студент
- «Шестой этаж» А. Жери — Лескалье

### Фильмография
- 1959 — Город на заре — Жора Кротов (телеспектакль)
- 1960 — Сердца должны гореть — Федя (телеспектакль)
- 1965 — Под каштанами Праги — поручик (телеспектакль)
- 1967 — Курьер Кремля — шпик (телеспектакль)
- 1969 — Фауст — Вагнер (телеспектакль)
- 1971 — Принцесса Турандот — Исмаил, бывший воспитатель самаркандского князя (телеспектакль)
- 1977 — Мещанин во дворянстве — портной (телеспектакль)
- 1978 — Лето в Ноане — Вадзинский, друг Шопена (телеспектакль)
- 1979 — Господа Глембаи — Альтман, доктор медицины (телеспектакль)
- 1980 — Антоний и Клеопатра — Менас, приверженец Секста Помпея (телеспектакль)
- 1980 — Великая магия — Джервазио (телеспектакль)
- 1981 — Леший — Желтухин (телеспектакль)
- 1982 — Мистерия-Буфф — Француз (телеспектакль)
- 1985 — Тевье-молочник — Менахем-Мендл (телеспектакль)
- 1989 — Этот фантастический мир (Выпуск 15 «Абсолютная защита») — мистер Фернграун
- 2001 — За двумя зайцами — Иоська, ростовщик (телеспектакль)
- 2003 — Повторение пройденного —   (телеспектакль)
- 2006 — Моцарт —
- 2013 — Пиковая дама — Камердинер, швейцар-слуга (телеспектакль)
- 2014 — Последние луны —   (телеспектакль)
- 2014 — Улыбнись нам, Господи — Рабби Авиэзер (телеспектакль)

## Награды
- Медаль «За оборону Москвы»
- Заслуженный артист РСФСР (2 декабря 1976)[6]